# Metasia trophoessa
Metasia trophoessa is een vlinder uit de familie van de grasmotten (Crambidae). De wetenschappelijke naam van de soort is voor het eerst geldig gepubliceerd in 1908 door de Australische dokter en amateur-entomoloog Alfred Jefferis Turner (1861–1947). Het type werd aangetroffen in Toowoomba, Queensland in Australië. Het epitheton trophoessa betekent "sterk" of "groot".